# Allen Jones (Politiker)
Allen Jones (* 24. Dezember 1739 im Edgecombe County, Province of North Carolina; † 10. November 1798 bei Roanoke Rapids, North Carolina) war ein US-amerikanischer Politiker, der als Delegierter aus North Carolina am Kontinentalkongress teilnahm.
Allen Jones wurde auf dem Gebiet des heutigen Halifax County geboren. Sein Vater Robin Jones war der Anwalt von Lord Granville, dem Lord Proprietor von North Carolina. Nachdem er am Eton College in England ausgebildet worden war, kehrte Jones nach Nordamerika zurück und erwarb die Plantage „Mount Gallant“, die er als Pflanzer bewirtschaftete. Von 1773 bis 1775 gehörte er der North Carolina General Assembly an.
Nach Beginn der amerikanischen Revolution nahm Jones als Delegierter an fünf Provinzialkongressen zwischen 1774 und 1776 teil. Im Unabhängigkeitskrieg diente er in der Kontinentalarmee und erreichte den Rang eines Brigadegenerals. Anschließend kehrte er in die Politik zurück und wurde Mitglied des Senats von North Carolina. Dort saß er von 1777 bis 1779, von 1783 bis 1784 sowie im Jahr 1787. Zwischen 1778 und 1779 fungierte er als Präsident dieser Parlamentskammer. In den Jahren 1779 und 1780 wurde er als Vertreter seines Staates zu den Sitzungen des Kontinentalkongresses nach Philadelphia entsandt. Als entschiedener Föderalist stimmte Jones beim Konvent, der 1788 die Verfassung der Vereinigten Staaten für North Carolina ratifizieren sollte, für deren Annahme. Die Mehrheit, darunter sein Bruder Willie, der ebenfalls Delegierter beim Kontinentalkongress war, entschied sich jedoch dagegen. Anschließend nahm er keine öffentlichen Ämter mehr wahr; er starb im November 1798 auf seinem Anwesen im Northampton County.
Sein Schwiegersohn William Richardson Davie war von 1798 bis 1799 Gouverneur von North Carolina.